# Ellen De Waele
Ellen De Waele (Sint-Niklaas, 1 de junho de 1973) é uma produta cinematográfica belga. Como reconhecimento, foi nomeado ao Oscar 2013 na categoria de Melhor Curta-metragem por Dood van een Schaduw.